# Todesspiel (Fußball)

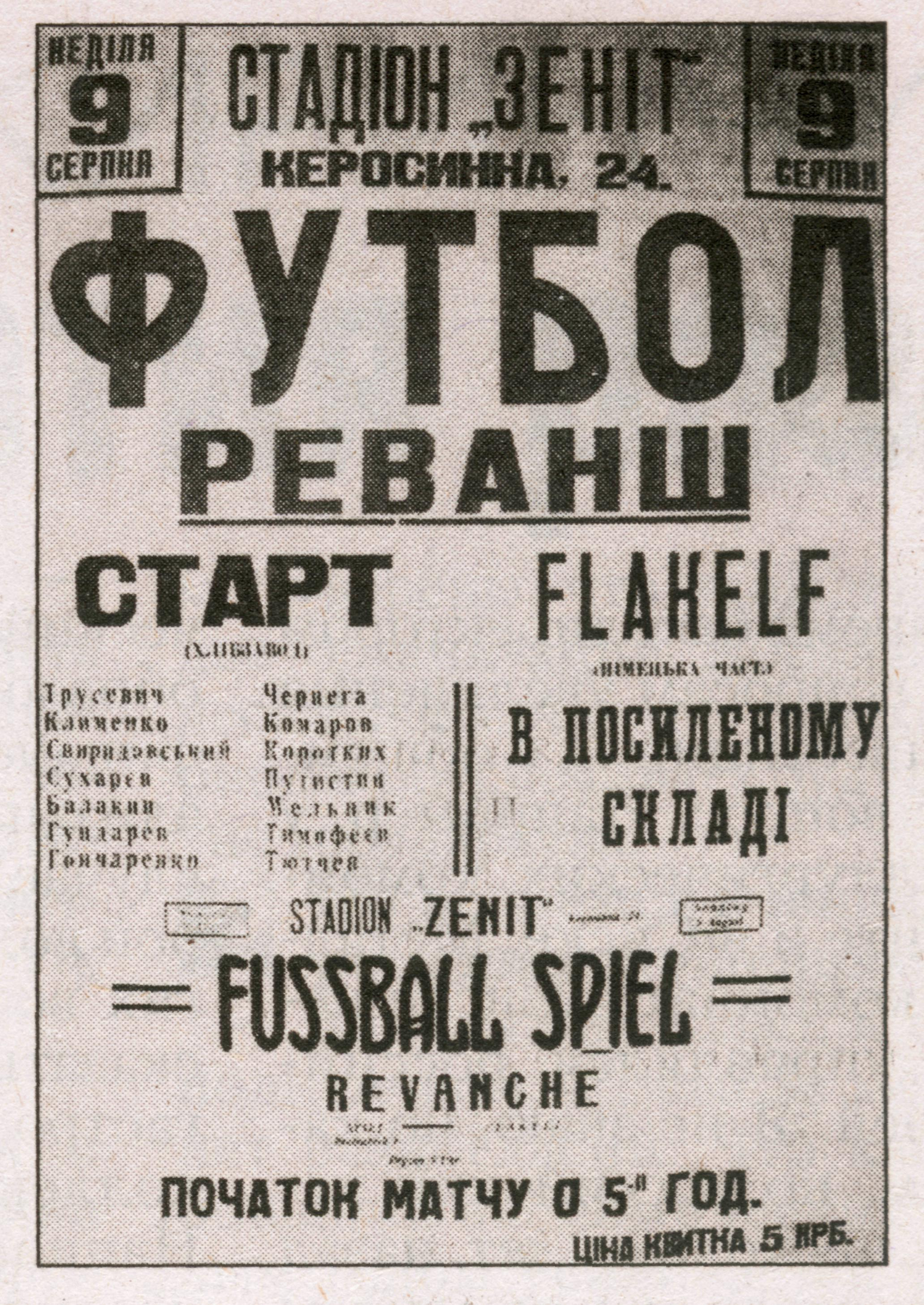
Historisches Plakat zum Fußballspiel in Kiew, 9. August 1942

Als Todesspiel (ukrainisch Матч смерті; russisch Матч смерти; Mattsch smerti) wird die Fußballpartie zwischen der Kiewer Mannschaft „Start“ und der „Flakelf“, einer Mannschaft bestehend aus Mitgliedern der deutschen Flugabwehr, während der deutschen Besatzung am 9. August 1942 in Kiew bezeichnet. „Start“, die überwiegend aus früheren Spielern des Clubs Dynamo Kiew bestehende Betriebsmannschaft der Brotfabrik Nr. 1, siegte mit 5:3 gegen die „Flakelf“. In der Sowjetunion wurde die Version verbreitet, Kiewer Spieler seien nach der Partie von der SS erschossen worden, weil sie die Deutschen mit ihrem Sieg gedemütigt hätten. Diese Version wurde nach dem Zerfall der Sowjetunion Ende 1991 von ukrainischen Zeitzeugen bestritten sowie von Historikern widerlegt.

## Historischer Rahmen
Die Wehrmacht war wenige Wochen nach dem Angriff auf die Sowjetunion Mitte September 1941 in Kiew einmarschiert. SS-Einsatzgruppen begannen mit der systematischen Jagd auf Juden. Zwischen dem 29. September und dem 12. Oktober wurden in der Talsenke Babyn Jar bei Kiew mehr als 50.000 Juden ermordet.
Kiew wurde unter ein rigides Besatzungsregime gestellt. Universitäten und Schulen wurden geschlossen, erst 1942 wurde eine vierjährige Volksschule eingeführt. Für die Jugendlichen ab 15 Jahren und die Erwachsenen bis 60 Jahren galt eine Arbeitspflicht. Tausende Einwohner der Stadt wurden zur Zwangsarbeit ins Deutsche Reich deportiert. Unter deutschem Kommando stand die ukrainische Polizei, die sich an der Jagd auf „Bolschewiken“ und Juden beteiligte.

## Sowjetische Versionen
Nach sowjetischer Darstellung, wie sie Bücher, Presseartikel und Filme (s. u.) verbreitet haben, fand in diesem Klima der Angst die später „Todesspiel“ genannte Fußballpartie statt, bei der schwerbewaffnete deutsche Soldaten mit Schäferhunden um das Spielfeld postiert gewesen seien. Demnach hat ein SS-Offizier als Schiedsrichter die Deutschen begünstigt, er habe ihre brutalen Fouls übersehen, ihnen unberechtigte Elfmeter zugesprochen und regulär erzielte Tore des Start-Kicker nicht anerkannt. In der Halbzeitpause habe ein weiterer SS-Offizier den Kiewern mit dem Tod gedroht, falls sie nicht die Deutschen gewinnen ließen. Um der Ehre der Sowjetunion willen habe die Startmannschaft, die bewusst in roten Trikots, der Farbe des Kommunismus, gespielt habe, aber um den Sieg gekämpft und gewonnen. Nach dem Spiel seien die sowjetischen Spieler aus Rache für die Erniedrigung der Deutschen von der SS erschossen worden.

### Bis Mitte der 1960er Jahre
Von der Ermordung mehrerer früherer Dynamo-Spieler während der deutschen Besatzung berichtete erstmals nach der Rückeroberung Kiews durch die Rote Armee im Spätherbst 1943 der Schriftsteller Lew Kassil in einer Reportage für die Tageszeitung Iswestija, ohne allerdings das Fußballspiel zu erwähnen. Den Begriff „Todesspiel“ benutzte als Erster 1946 der Dramatiker Alexander Borschtschagowski in einem Drehbuch, das die Kiewer Jugendzeitung „Stalins Stamm“ (Сталинское Племя) in einer zehnteiligen Serie abdruckte. Demnach waren die letzten Worte der Spieler vor ihrer Exekution Lobpreisungen Stalins. 1958 erschien sein Roman „Alarmierende Wolken“ (Тревожные облака), in dem allerdings im Zeichen der beginnenden Entstalinisierung bereits alle Hinweise auf Stalin fehlen. Im selben Jahr erschien in einer Auflage von 150.000 Exemplaren ein weiterer Roman über das „Todesspiel“: „Das letzte Duell“ (Последний поединок) von Pjotr Sewerow und Naum Chalemski.
Diese Romane dienten als Vorlage für den 1963 uraufgeführten Schwarz-Weiß-Film „Die dritte Halbzeit“ (Третий тайм) des russischen Regisseurs Jewgeni Karelow. Der Großen Sowjetenzyklopädie zufolge sahen ihn insgesamt 32 Millionen Sowjetbürger im Kino. Außerdem erschienen zahlreiche Presseartikel. Den Darstellungen ist inhaltlich gemeinsam, dass von Überlebenden der Exekution nach dem „Todesspiel“ nicht die Rede ist. Vielmehr verbreiteten sie die Version, die Deutschen hätten die gesamte Mannschaft erschossen. Und doch wurden die Spieler des FK Start lebendig oder postum mit Tapferkeitsmedaillen oder Verdienstorden ausgezeichnet.
Die Startspieler, die überlebt hatten, traten nicht öffentlich in Erscheinung. In den ersten Nachkriegsjahren standen sie wegen des Verdachts der „Kollaboration mit den Hitleristen“ unter besonderer Kontrolle der Geheimpolizei NKWD und wurden wiederholt zu ihrer Rolle während der Besatzungszeit verhört.

### In der Breschnew-Zeit
In den sechziger Jahren änderte sich die Darstellung des „Todesspiels“. Die Rede war nur noch von vier ermordeten Start-Spielern. Es handelte sich um den Torwart Nikolai Trussewitsch, der ethnischer Russe war, den Verteidiger Olexij Klimenko und den Stürmer Iwan Kusmenko, die 1936 mit Dynamo sowjetischer Vizemeister geworden waren, sowie den Läufer Mikola Korotkych, der nie zur Stammelf gehört hatte und 1939 aus dem Club ausgeschieden war.
Im Zuge der Politik der innenpolitischen Stagnation unter Leonid Breschnew wurde die Kriegszeit durch eine Vielzahl von monumentalen Heldendenkmälern und Ordenszeremonien verklärt. 1965 verlieh der Oberste Sowjet den vier Dynamo-Spielern postum die Medaille „Für Tapferkeit“. Überdies erhielten fünf der überlebenden Spieler die Medaille „Für Verdienste im Kampf“: Wolodymyr Balakin, Makar Gontscharenko, Michajlo Melnik, Wassyl Sucharew und Michajlo Swiridowski.
Der spätere Dissident Anatoli Kusnezow skizzierte in seinem Roman Babij Jar (1966) ebenfalls die sowjetische Version, obwohl er grundsätzlich der von der kommunistischen Partei sanktionierten Geschichtsschreibung sehr kritisch gegenüberstand.
Obwohl ein Major des Kiewer KGB in einem internen Dossier vor einer „Verherrlichung“ der Spieler warnte, weil zu ihnen auch Kollaborateure gehört hätten, wurden 1971 ein Denkmal neben dem Dynamo-Stadion und ein weiteres vor dem alten Zenit-Stadion, in dem das Spiel stattgefunden hatte, errichtet. Letzteres wurde bei der Gelegenheit nach Start benannt.

Todesspiel-Monument in Kiew
Figur des Monuments
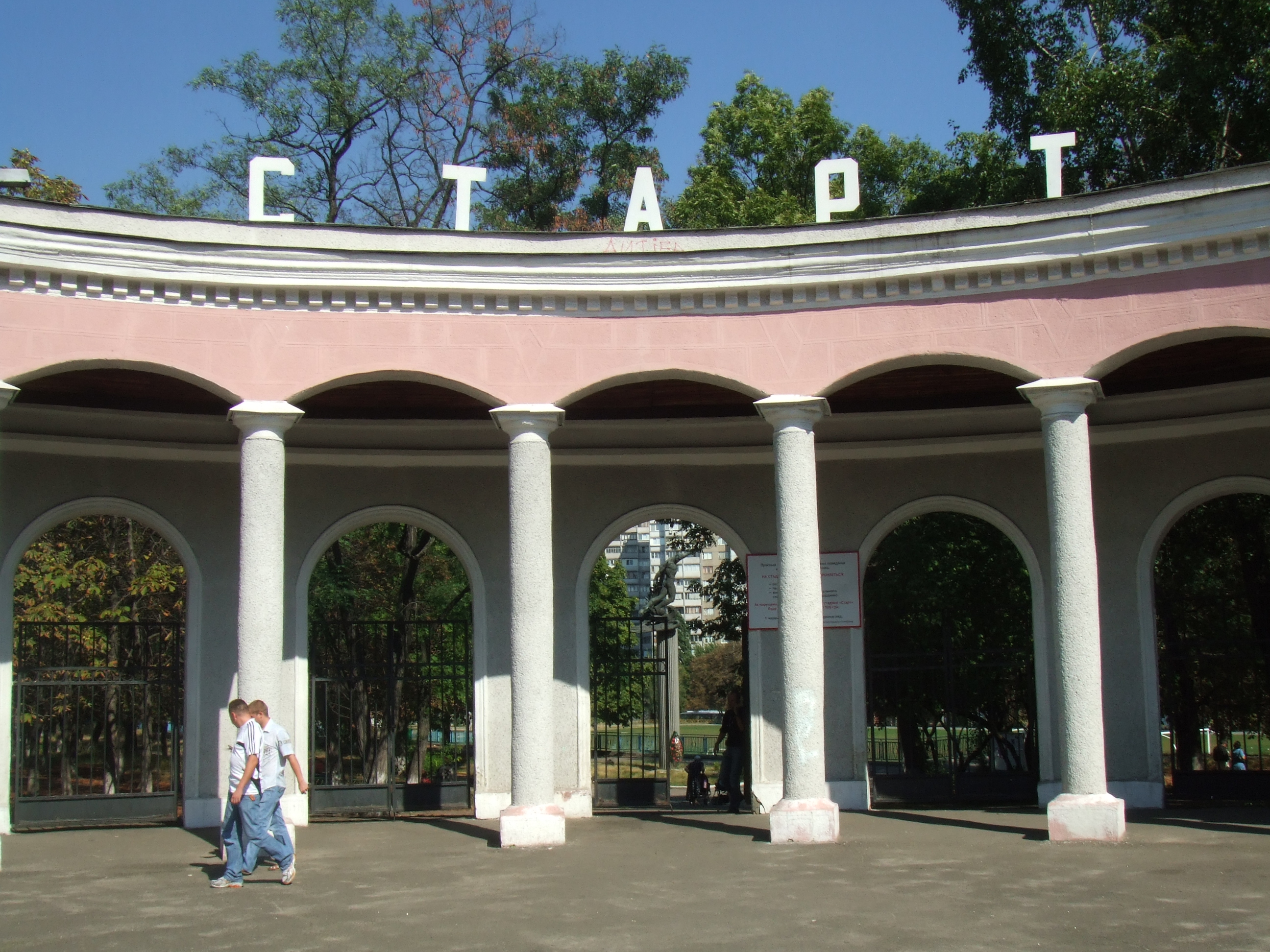
Der Eingang ins historische Stadion „Start“

## Widerlegung der Legende
Nach der Auflösung der Sowjetunion Ende 1991 konnten Journalisten und Historiker in der souverän gewordenen Ukraine erstmals ohne Kontrolle durch die sowjetische Zensurbehörde Glawlit über die Zeit der Besatzung im Zweiten Weltkrieg publizieren.

### Zeitzeugen
Der 50. Jahrestag des „Todespiels“ 1992 war der Anlass für Berichte von Zeitzeugen in den ukrainischen Medien:
- Der Kiewer Rundfunk sendete ein langes Interview mit dem früheren Dynamo-Spieler Makar Gontscharenko.[17] Darin findet sich die Feststellung: „Niemand von der offiziellen Verwaltung hat uns vor dem Spiel unter Druck gesetzt, damit wir aufgeben.“[12]
- Der Sportjournalist Georgi Kusmin veröffentlichte eine Artikelserie mit dem Titel „Die Wahrheit über das Todesspiel“. Er vertrat die Auffassung, die „Legende“ vom Kampf und Tod der Dynamo-Spieler um der Ehre willen sei notwendig gewesen, weil die Bevölkerung Kiews, die die deutsche Besatzung überlebt hatte, sich nach dem Krieg dem Vorwurf ausgesetzt gesehen habe, „sich dem Aggressor nicht mit der Waffe in der Hand widersetzt zu haben“.[18]
- Der Publizist Oleg Jassinski gab seinem Bericht die Überschrift: „Hat es das Todesspiel überhaupt gegeben?“[19] Jassinski hatte als Jugendlicher das Spiel gesehen und später in der Dynamo-Jugend gespielt.
- Wladlen Putistin, Sohn des Mittelfeldspielers Michail Putistin, eines ethnischen Russen, war damals als Achtjähriger einer der Balljungen gewesen. Er befragte später Teilnehmer des Spiels.[13]

Sämtliche Schilderungen liefen der sowjetischen Version zuwider: Weder habe es einen parteiischen Schiedsrichter gegeben, noch habe ein SS-Offizier Todesdrohungen ausgesprochen. Das Spiel sei fair verlaufen. Die Phalanx aus schwerbewaffneten deutschen Soldaten mit Schäferhunden neben dem Spielfeld sei eine Erfindung. Die roten Trikots seien kein Bekenntnis zur Sowjetmacht gewesen, vielmehr hätten die Deutschen sie ihnen zur Verfügung gestellt. Zwar seien insgesamt neun Spieler der Startelf festgenommen worden, aber die ersten von ihnen erst neun Tage nach dem Spiel. Es seien fünf und nicht vier frühere Dynamo-Spieler von der SS ermordet worden, drei davon erst ein halbes Jahr nach dem Sieg von Start über die Flakelf. Sämtliche Zeitzeugen wiesen die Version zurück, die Morde seien aus Rache für die Niederlage der Deutschen in dem Fußballspiel geschehen.

### Historische Forschung
Die erste wissenschaftliche Untersuchung der Akten zum „Todesspiel“ erbrachte dasselbe Ergebnis. Der frühere Generalleutnant des Justizdienstes Wolodymyr Prystajko, der stellvertretender Leiter des ukrainischen Geheimdienstes SBU gewesen war, fasste seine Aktenstudien zur Verhaftung und dem Tod von fünf früheren Dynamo-Spielern in seiner 2006 veröffentlichten, 174 Seiten umfassenden Studie mit dem Satz zusammen: „Ein Zusammenhang zu dem Fußballspiel ist auszuschließen“. Das Buch enthält einen Teil der NKWD-Verhörprotokolle von Teilnehmern des Spiels aus den Jahren 1944 bis 1948 sowie Auszüge aus späteren KGB-Akten.
Der Historiker Wolodymyr Hynda aus Schytomyr wies nach, dass Niederlagen deutscher Mannschaften gegen die von der deutschen Zivilverwaltung neu registrierten einheimischen Clubs alltäglich waren. Die von den Besatzungsbehörden kontrollierte ukrainische Presse berichtete regelmäßig darüber. Insgesamt fand Hynda Berichte und Hinweise auf 150 Partien. Bei 111 von ihnen konnte er die Ergebnisse ermitteln: Die Besatzer verloren 60 Spiele, gewannen aber nur 36, 15 Partien gingen unentschieden aus.

## Geschichte der Startmannschaft
Aus Publikationen der von den Besatzern herausgegebenen Tageszeitung „Nowe ukrainske Slowo“ (Neues ukrainisches Wort), den Berichten der Zeitzeugen sowie den Geheimdienstakten lässt sich die dreimonatige Geschichte von Start rekonstruieren.

### Gründung der Betriebsmannschaft
Sämtliche sowjetischen Organisationen und Vereine waren mit dem deutschen Einmarsch für aufgelöst erklärt worden. Ende 1941 ließen die deutschen Besatzungsbehörden ukrainische Sportclubs zu, doch musste es sich um Neugründungen handeln. Im Januar 1942 wurde vom Trainer und Sportjournalisten Michail Schwezow, der in den zwanziger Jahren in der Stadtauswahl gespielt hatte, der Club „Ruch“ (Bewegung) gegründet. Schwezow versuchte, in dem Club, den er als „ukrainisch-patriotisch“ verstand, frühere Spitzenspieler zusammenzuziehen.
Doch die meisten früheren Dynamo-Spieler, unter ihnen der populäre Torwart Trussewitsch, wollten nicht für „Ruch“ spielen, offenbar weil Schwezow als Kollaborateur galt. Trussewitsch fand Anstellung in der Brotfabrik Nr. 1, die ihren Arbeitern sowie deren Angehörigen eine gute Versorgung mit Lebensmitteln garantierte. Weitere ehemalige Dynamo-Spieler wurden von der Brotfabrik eingestellt; gefördert von deren deutschem Direktor gründeten sie eine Betriebsmannschaft, der sie den Namen „Start“ gaben. Die Fabrik leitete der aus Mähren stammende Ingenieur Josef Kordik, den die Besatzungsbehörden als Volksdeutschen einstuften und der nach dem Krieg gegenüber den sowjetischen Behörden angab, eigentlich Tscheche zu sein.
Zu der Mannschaft stießen noch drei Spieler des ebenfalls aufgelösten Clubs Lokomotive Kiew. Für Start traten auch frühere Dynamo-Spieler an, die unmittelbar den Besatzungsbehörden unterstellt waren: drei Angehörige der ukrainischen Polizei sowie ein Lokführer der Reichsbahn. Allerdings hatte keiner der Start-Spieler zuletzt der Stammelf von Dynamo angehört, einige von ihnen hatten den Verein schon mehrere Jahre zuvor verlassen.

### Partien im Juni/Juli 1942
Insgesamt sieben Spiele sind für Juni und Juli 1942 dokumentiert: gegen die beiden ebenfalls neugegründeten ukrainischen Klubs „Ruch“ und „Sport“, drei Garnisonsmannschaften der mit den Deutschen verbündeten Ungarn, eine Auswahl einer deutschen Artillerie-Einheit sowie die Reichsbahn Sportgemeinschaft (RSG). Start gewann alle Begegnungen, Gesamtbilanz: 37:8 Tore.

### Partie gegen die „Flakelf“ am 6. August 1942
Am 6. August 1942 gewann Start gegen die deutsche „Flakelf“, die die Fliegerabwehr des Flughafens Boryspil bei Kiew aufgestellt hatte, mit 5:1. Die Namen der deutschen Spieler sind in kyrillischer Schrift auf dem Plakat angegeben: Harer, Danz, Schneider, Biskur, Scharf, Kaplan, Breuer, Arnold, Jannasch, Wunderlich, Hofmann.

### Rückspiel gegen die „Flakelf“ am 9. August 1942
Vor rund 2000 Zuschauern fand drei Tage später das Rückspiel statt, das „Todesspiel“. Das Plakat dazu führte nur den Hinweis auf, die „Flakelf“ trete in „verstärkter Aufstellung“ an, führte aber keine Namen auf. Dafür sind 14 Namen der Start-Spieler aufgezählt.
Das Spiel endete 5:3 für die Kiewer Mannschaft. Nur die Torfolge der ersten Halbzeit ist überliefert: Die Deutschen gingen in Führung, doch dann markierten Tore von Iwan Kusmenko und zweimal Makar Gontscharenko den Pausenstand von 3:1. Unmittelbar nach dem Spiel stießen die Sieger mit einem Glas selbstgebrannten Wodka auf das Ergebnis an und feierten am Abend privat weiter. „Es herrschte eine ausgelassene Stimmung“, heißt es im Bericht des Zeitzeugen Putistin.
Ein Deutscher machte ein Foto von beiden Mannschaften, das von einer entspannten Atmosphäre zeugt, und schenkte ein paar Tage später dem früheren Lokomotive-Spieler Wolodymyr Balakin einen Abzug. Dieses Foto wurde zu Sowjetzeiten nie veröffentlicht.
Im Aufgebot von Start befanden sich die Spieler Lew Gundarew, Georgi Timofejew und Olexander Tkatschenko, die nicht der Belegschaft der Brotfabrik Nr. 1, sondern der ukrainischen Polizei angehörten; sie unterstanden dem deutschen Stadtkommissar.

### Festnahme der Spieler
Am 16. August 1942 gewann Start das Rückspiel gegen den „ukrainisch-patriotischen“ Club Ruch mit 8:0, nachdem er bereits das Hinspiel mit 2:0 für sich entschieden hatte. Zwei Tage später, am 18. August 1942, wurden sechs der Start-Spieler von der Gestapo in der Brotfabrik festgenommen, zwei weitere mehrere Tage später.

## Die Schicksale der Kiewer Spieler
Mehrere Startspieler wurden Opfer der Gestapo. Wenige von ihnen wurden auch nach dem Krieg von den sowjetischen Behörden als Kollaborateure bestraft.

### In Gestapo-Haft
Laut den NKWD-Protokollen gaben einige der Startspieler an, sie hätten gehört, der Ruch-Trainer Georgi Schewzow habe sie bei der Gestapo denunziert. Er habe aus Ärger über die Niederlage seiner Mannschaft die Gestapo darauf hingewiesen, dass die früheren Dynamo-Spieler dem NKWD unterstanden hätten. Dynamo war offiziell die Sportgemeinschaft des NKWD, die Spieler waren somit Angehörige des NKWD. Die Gestapo sei davon ausgegangen, dass NKWD-Agenten unter Tarnung in Kiew zurückgeblieben seien, um Sabotageakte zu verüben.
Ukrainische Historiker halten diese Version auch deshalb für stichhaltig, weil laut den Akten die ehemaligen Lokomotive-Spieler in den Reihen von Start nicht von der Gestapo behelligt wurden.
In den neunziger Jahren äußerten die Zeitzeugen auch eine Reihe anderer Vermutungen über die Gründe für die Festnahmen:
- Diebstahl von Mehl und Brot[19]
- Sabotageakte durch Glassplitter im Mehl[9]
- Ende der „weichen Linie“ gegenüber der einheimischen Bevölkerung nach einem Wechsel an der Spitze der Besatzungsbehörden[19][37]
- Vergeltung für Anschläge durch sowjetische Partisanen[38]

Nicht behelligt wurden von der Gestapo Georgi Timofejew, der am „Todesspiel“ teilgenommen hat, und Lew Gundarew, dessen Name auf dem Plakat steht, der aber nicht zum Einsatz kam. Beide waren Angehörige der ukrainischen Polizei. Ihre Namen finden sich in keiner sowjetischen Publikation.

### Die ersten beiden Mordfälle
Dokumentiert sind in den NKWD-Akten die Gründe für die Festnahmen von Olexander Tkatschenko und Mikola Korotkych, die beide nicht in der Stammelf von Dynamo gespielt hatten. Beide Fälle standen demnach nicht im Zusammenhang mit dem „Todesspiel“:
- Tkatschenko, der der ukrainischen Polizei angehörte, soll eine tätliche Auseinandersetzung mit einem Volksdeutschen gehabt haben.[39] Als er aus dem Gestapo-Quartier fliehen wollte, wurde er von einem SS-Mann erschossen, wie seine Mutter später dem NKWD berichtete. Sie habe ihm gerade Essen bringen wollen und sei Augenzeugin seines Todes geworden.[40]
- Korotkych, der nie zur Stammelf von Dynamo gehört hatte und 1939 zum Klub „Rotfront“ gewechselt war,[12] stand auf einer Liste ehemaliger NKWD-Angehöriger, die die Gestapo offenbar aufgrund von Angaben ukrainischer Kollaborateure aufgestellt hatte. Als sich Nachrichten über diese Liste verbreiteten, versteckte sich Korotkych, der nicht zur Belegschaft der Brotfabrik gehört, sondern in einem deutschen Offizierskasino als Koch gearbeitet hatte.[13] Nach Meinung von Zeitzeugen wurde er von seiner Schwester verraten, der gedroht worden sei, andernfalls ginge ihre ganze Familie ins Lager oder würde gar erschossen.[9] Korotkych habe die Folter beim Verhör durch die Gestapo nicht überlebt. In seinen Kleidern eingenäht sei ein NKWD-Ausweis gefunden worden.[13] Doch ist Letzteres nicht durch Dokumente belegt. Die sowjetischen Archive enthalten keinen Hinweis darauf, dass er vor dem Krieg aktiver NKWD-Offizier gewesen sei, der nach dem deutschen Einmarsch den Befehl erhalten habe, hinter den feindlichen Linien zu bleiben. Erwiesen ist lediglich, dass er Mitglied der kommunistischen Partei war, auch hatte er seinen Wehrdienst 1932 bis 1934 in einer NKWD-Einheit im russischen Iwanowo abgeleistet.[32]

### Zwangsarbeit im KZ Syrez
Neun frühere Dynamo-Spieler wurden nach drei Wochen in Gestapohaft in das KZ Syrez unweit der Schlucht von Babyn Jar gebracht. Nikolai Trussewitsch, Olexij Klimenko und Iwan Kusmenko arbeiteten in der Straßenbaubrigade, die Wege asphaltierte. Pawlo Komarow, Michail Putistin und Fedor Tjutschew arbeiteten als Elektriker auf Baustellen außerhalb des Lagers, Makar Gontscharenko und Michajlo Swiridowski ebenfalls außerhalb in einer Schusterei der Wehrmacht. Die beiden letzten Gruppen wurden nicht von der SS, sondern von ukrainischen Polizisten bewacht. Sie konnten von ihren Angehörigen besucht und mit Lebensmitteln versorgt werden. Komarow war im Lager auch Blockältester.

### Exekution von drei Fußballern im KZ
Mehr als ein halbes Jahr nach ihrer Verhaftung wurden Trussewitsch, Klimenko und Kusmenko am 23. oder 24. Februar 1943 mit einer Gruppe anderer Häftlinge auf dem Gelände des KZ Syrez erschossen. Überlebende gaben an, dass in dem KZ nach Exekutionen die Leichen stets in Massengräber in Babyn Jar geworfen worden seien. Augenzeugenberichte sind nicht überliefert.
Keiner der Zeitzeugen stellte die Erschießung der drei Spieler als Folge des Fußballspiels vom 9. August 1942 dar. Gontscharenko erklärte zum 50. Jahrestag: „Wie Millionen unserer Menschen kamen sie um, weil zwei Totalitarismen einen unbarmherzigen Kampf gegeneinander führten.“
Die Zeitzeugen machten unterschiedliche Angaben über die von ihnen in Erfahrung gebrachten Anlässe für die Exekution:
- Ein Konflikt um den Schäferhund des deutschen Lagerkommandanten Paul Radomski: Häftlinge hätten ihn mit einer Schaufel aus der Lagerküche vertrieben, möglicherweise sogar geschlagen. Anschließend habe einer von ihnen einen SS-Mann, der dagegen einschreiten wollte, tätlich angegriffen.[44]
- Strafe für die Flucht mehrerer Häftlinge[9]
- Weigerung der Häftlinge, mehrere Beteiligte an einem gescheiterten Fluchtversuch aufzuhängen.[45]
- Ein Anschlag von Partisanen auf ein Panzerreparaturwerk.[12][13]

### Nach dem Zweiten Weltkrieg
Die in der Schusterwerkstatt arbeitenden früheren Dynamo-Spieler Gontscharenko und Swiridowskij verließen ihren Arbeitsplatz, nachdem sie von der Exekution gehört hatten, und versteckten sich bei Bekannten in der Stadt. Gontscharenko wurde von Mitte der sechziger Jahre an der Vorzeigespieler von Start und schilderte bei vielen Gelegenheiten die den Erfordernissen der Parteipropaganda entsprechende Version vom Todesspiel. Doch distanzierte er sich von ihr nach dem Ende der Sowjetherrschaft.
Putistin und Tjutschew, die von ihren Arbeitseinsätzen in der Stadt nur zur Übernachtung in das KZ geführt wurden, gelang beim Rückzug der Deutschen aus Kiew im September 1943 die Flucht. Tjutschew erlebte den Kult um die Startspieler nicht mehr, er starb 1959. Putistin wurde bei der Ordensverleihung von 1966 übergangen; nach Angaben seines Sohnes wollte er die offiziell propagierte Version nicht mittragen.
Komarow, einst Freistoß- und Elfmeterspezialist der Stammelf von Dynamo, ging mit den Deutschen bei deren Rückzug nach Westen, ob gezwungen oder freiwillig, ist nicht geklärt. Am Kriegsende befand er sich im besetzten Westdeutschland, von wo er nach Kanada emigrierte. Sein Name wurde in sowjetischen Darstellungen nicht erwähnt.
Timofejew wurde wegen seines Dienstes in der ukrainischen Polizei als Kollaborateur zu fünf Jahren Gulag verurteilt. Gundarew, Ersatzmann beim „Todesspiel“, wurde als angeblicher „Gestapo-Agent“ sogar zum Tode verurteilt, doch wurde die Strafe dann in zehn Jahre Lager abgeändert. Nach dem Ende der Haft durfte er nicht in seine Heimatstadt zurückkehren, sondern musste im asiatischen Teil der Sowjetunion bleiben. Er übernahm die Leitung des Stadions von Qaraghandy in der Sowjetrepublik Kasachstan. Auch ihre Fälle blieben in sowjetischen Darstellungen tabu.

## Rezeption in Deutschland
Das „Todesspiel“ von Kiew wurde Bestandteil zahlreicher Publikationen über den deutschen Angriffs- und Vernichtungskrieg gegen die Sowjetunion.

### DDR
In der DDR wurde die sowjetische Version verbreitet, beginnend mit der deutschen Ausgabe des Romans von Borschtschagowski, die unter dem Titel „Ihr größtes Spiel“ 1960 erschien. (Borschtschagowski machte sich nach dem Ende der Sowjetunion auch international einen Namen mit Publikationen über die antisemitischen Kampagnen unter Stalin.)
1961 erschien das Buch von Lothar Creutz und Carl Andrießen Das Spiel mit dem Tode mit dem Untertitel „Filmerzählung nach den Ereignissen im Sommer 1942 in Kiew“ in einer Erstauflage von 37.000 Exemplaren. Das Buch wurde 1969 noch einmal mit 45.000 weiteren Exemplaren vom Deutschen Militärverlag neu aufgelegt.
Die Version von der Ermordung der Dynamo-Spieler, die aufrechte Kommunisten gewesen seien, aus Rache für den Sieg über die Elf der „faschistischen“ Deutschen fand auch Eingang in die Standardwerke der DDR über Fußballgeschichte und wurde in zahlreichen Artikeln in der Presse wiederholt.

### Bundesrepublik
1973 berichtete Hans Blickensdörfer nach einem Spiel des VfB Stuttgart in Kiew in der „Stuttgarter Zeitung“ erstmals über die Ermordung von vier ehemaligen Dynamo-Spielern durch die SS, ein „Verbrechen von unvorstellbarer Grausamkeit“. In dem Artikel unter der Überschrift „Die Tragödie von Kiew“ heißt es: „Das Spiel sollte zu einer Demonstration deutscher Stärke werden, und es sei den Russen befohlen worden, zu verlieren. Aber sie hielten sich nicht an die Abmachung und gewannen mit 5:3. Der deutsche Kommandeur habe daraufhin einen Tobsuchtsanfall bekommen und befohlen, jeden dritten Spieler von Dynamo Kiew zu erschießen. Es sei dann ‚aufgerundet‘ worden, weil sich die Zahl 11 nicht durch drei teilen lässt.“ Der Bericht wurde von anderen bundesdeutschen Medien aufgegriffen. Das „Todesspiel“ von Kiew wurde ein Bestandteil des bundesdeutschen Schulddiskurses über den Zweiten Weltkrieg.
2005 strahlte der WDR unter dem Titel „Die Todeself“ eine Fernsehdokumentation dazu aus. Ihr Autor, Claus Bredenbrock, vertrat darin die These, „dass die den Deutschen zugefügten Niederlagen auf dem Spielfeld dramatische Konsequenzen“ hatten. Eine Quelle für diese Feststellung nannte er aber nicht. Keiner der von ihm befragten Zeitzeugen, darunter Oleg Jassinski und Wladlen Putistin (s. o.) sowie die Tochter des Ermordeten Mikola Korotkych, hatte einen Zusammenhang zwischen den Fußballpartien und dem weiteren Schicksal der ehemaligen Dynamo-Spieler hergestellt. Bredenbrock hat in seinem Film und seinem 2008 dazu erschienenen dokumentarischen Text die Untersuchungen ukrainischer Historiker über Start gänzlich ignoriert; im Literaturverzeichnis ist keine von ihnen erwähnt.
Erst im Zuge der Berichterstattung über die Fußball-Europameisterschaft 2012 erschienen in der bundesdeutschen Presse zahlreiche Berichte, die auch die Ergebnisse der Kiewer Untersuchungen über das „Todesspiel“ darstellten.

### Ermittlungen der Staatsanwaltschaft
Ausgelöst durch die ersten Berichte in der bundesdeutschen Presse nahm im Juli 1974 die Staatsanwaltschaft Hamburg Ermittlungen „wegen des Verdachts der Ermordung von vier sowjetischen Fußballspielern“ auf. Am 25. März 1976 wurde das Verfahren „wegen Nichtermittlung der Täter“ eingestellt, nachdem die sowjetischen Behörden keine relevanten Dokumente zur Verfügung gestellt und auch keine Zeugen benannt hatten.
2002 nahm sie die Ermittlungen wieder auf, nachdem sie von ukrainischer Seite Kenntnis über die dortigen Untersuchungen erhalten hatte. Am 18. Februar 2005 stellte sie die Ermittlungen endgültig ein, da kein lebender Tatverdächtiger habe festgestellt werden können. Die deutschen Staatsanwälte hatten auch nach der Analyse der Akten aus Kiew keinen Zusammenhang zwischen dem Fußballspiel am 9. August 1942 und der Ermordung der früheren Dynamo-Spieler feststellen können.

## Weiterleben der sowjetischen Version
Die Publikationen Kiewer Zeitzeugen und Historiker fanden zwar in der Ukraine ein starkes Echo, doch wurden sie im benachbarten Russland nur von einem Teil der Historiker aufgenommen. In anderen Ländern blieben sie weitgehend unbekannt.

### Das Buch von Andy Dougan (2001)
Im angloamerikanischen Sprachraum wurde ein 2001 erschienenes Buch des schottischen Journalisten Andy Dougan zur Grundlage zahlreicher anderer Darstellungen. Es war Dougans erstes Buch über ein Thema aus dem Zweiten Weltkrieg, bis dahin hatte er auf ein breites Publikum ausgerichtete Bücher über Hollywood-Stars vorgelegt, darunter George Clooney, Robert De Niro und Robin Williams. Auf der Umschlagseite von „Dynamo“ fasst ein Zitat seine Hauptaussage zusammen: „Wenn Fußball jemals eine Angelegenheit von Leben und Tod war, so war es dies hier.“ („If ever soccer was a matter of life and death, then it was here.“)
Unter Verzicht auf konkrete Quellenverweise wiederholt Dougan in romanhafter Form, darunter mit Dialogen, die sowjetische Version, dass die Start-Spieler unter Todesdrohungen von einem SS-Offizier aufgefordert worden seien, die Partie gegen die „Flakelf“ zu verlieren (S. 178). Die Festnahmen der früheren Dynamo-Spieler seien eine Folge ihres Sieges im „Todesspiel“. Als Fakten stellt er dabei zahlreiche Details dar, die Zeitzeugen zum Zeitpunkt der Publikation seines Buches längst als Erfindungen abgetan hatten. Dazu gehört die Auswahl roter Trikots als Symbol für die sowjetische Gesinnung der Start-Spieler (S. 137), ein SS-Offizier, der von den Kiewer Spielern verlangte, vor dem Spiel mit „Heil Hitler!“ zu grüßen (S. 164), die deutschen Soldaten, die das einheimische Publikum mit Waffen und Schäferhunden in Schach hielten (S. 177–178), die Lobpreisung des sowjetischen Regimes durch Trussewitsch vor seiner Erschießung (S. 210).
Zwar zitiert Dougan längere Passagen aus Gontscharenkos Distanzierung von der sowjetischen Version und gibt als Quelle auch Kusmins erste Publikation dazu an (beides 1992), doch ignoriert er sie inhaltlich.
2012 wurde eine Verfilmung des die Sowjetlegende wiederholenden Buchs von Dougan in Großbritannien angekündigt. Eine der Hauptrollen sollte der schottische Schauspieler Gerard Butler übernehmen.

### Der Film von Andrej Maljukow (2012)
Auch der Film „Match“ (2012) des russischen Regisseurs Andrej Maljukow ignoriert die Berichte ukrainischer Zeitzeugen und Historiker, stattdessen wiederholt er die sowjetische Propagandaversion. Bei Maljukow, der in Russland mit einer nationalpatriotischen Serie über ein Militärkommando in Afghanistan populär wurde, kämpfen russische Kommunisten, zu denen frühere Dynamo-Spieler gehören, gegen die deutschen Besatzer. Gezeigt werden auch Kollaborateure, die in dem Film durchweg Ukrainisch sprechen. Die ukrainischen Behörden entschieden, die für April 2012 angekündigte Premiere des Filmes in Kiew auf die Zeit nach der Fußball-Europameisterschaft zu verlegen und den Film erst ab 18 Jahren frei zu geben.

## Themenverwandte Filme
1961 kam in die Kinos in Ungarn der Film „Zwei Halbzeiten in der Hölle“ (Két félidő a pokalban) von Zoltán Fábri. Darin tragen ungarische Kriegsgefangene in einem Straflager in der besetzten Ukraine zu Hitlers Geburtstag am 20. April 1944 ein Spiel gegen eine überaus brutal spielende Wehrmachtself aus. Als den Ungarn, zu denen Spieler des Olympiakaders gehören, der Sieg nicht mehr genommen werden kann, wird das Spiel abgebrochen, die stolzen Ungarn werden von der SS erschossen.
Im 1981 uraufgeführten Hollywood-Film „Flucht oder Sieg“ unter der Regie von John Huston trägt eine Elf aus kriegsgefangenen britischen und US-amerikanischen Offizieren im besetzten Paris ein Fußballspiel gegen eine Wehrmachtself aus. Obwohl sich den Offizieren in der Halbzeitpause die Gelegenheit zur Flucht bietet, setzen sie um der Ehre willen wegen ihres Rückstands das Spiel fort. Sie gewinnen schließlich gegen die Deutschen. Nach dem Schlusspfiff gelingt ihnen dennoch die Flucht. Neben den Schauspielern Michael Caine und Sylvester Stallone wirkten in dem Film bekannte Fußballstars mit, darunter Pelé, Bobby Moore und Kazimierz Deyna.
2020 kam eine US-amerikanisch-kroatische Neuverfilmung von Zwei Halbzeiten in der Hölle mit dem Titel The Match in die Kinos.